# Муравец (Польша)
Муравец (пол. Murawiec) — деревня в Бяльском повете Люблинского воеводства Польши. Входит в состав гмины Тересполь. По данным переписи 2011 года, в деревне проживало 80 человек.

## География
Деревня расположена на востоке Польши, на левом берегу реки Западный Буг, вблизи государственной границы с Белоруссией, на расстоянии приблизительно 35 километров к востоку от города Бяла-Подляска, административного центра повета. Абсолютная высота — 132 метра над уровнем моря. К западу от населённого пункта проходит региональная автодорога 816.

## История
По данным на 1827 год имелось 38 дворов и проживало 382 человека. Согласно «Справочной книжке Седлецкой губернии на 1875 год» деревня входила в состав гмины Костомлоты Бельского уезда Седлецкой губернии.
В период с 1975 по 1998 годы деревня входила в состав Бяльскоподляского воеводства.

## Население
Демографическая структура по состоянию на 31 марта 2011 года:
|         | Всего | До трудоспособного возраста | Трудоспособного возраста | Старше трудоспособного возраста |
| ------- | ----- | --------------------------- | ------------------------ | ------------------------------- |
| Мужчины | 42    | 9                           | 28                       | 5                               |
| Женщины | 39    | 6                           | 17                       | 16                              |
| Всего   | 80    | 15                          | 45                       | 20                              |